# Max Meili (Fussballspieler)
Max «Mannix» Meili (* 30. April 1946 in Winterthur) ist ein Schweizer Fussballspieler.

## Karriere
Mit neun Jahren trat er im TV Tössfeld (2000 fusioniert mit dem TV Töss) erstmals sportlich aktiv. Zwei Jahre begann er beim FC Tössfeld Fussball zu spielen, wo er im Alter von 16 Jahren bereits mit der 2. Mannschaft in der 2. Liga auflief, damals noch die vierthöchste Liga der Schweiz.
In der Saison 1964/65 spielt er für den FC Winterthur in der Nationalliga B. Mit 19 Jahren wechselt er dann zur Saison 1965/66 hin zu den Grasshoppers und gab dann sein Debüt in der Nationalliga A, jedoch hat es ihm nie zu einem Stammplatz bei GC gereicht.
In der Saison 1967/68 wechselte er zurück in seine Heimatstadt zum FC Winterthur. Dort bildete er in der ersten Saison zusammen mit Timo Konietzka die Sturmspitze und erzielt 15 Tore für Winterthur. Der Verein erreichte sowohl den Cupfinal und meisterte auch den direkten Wiederaufstieg in die Nationalliga A, aus der man zuvor abgestiegen war. Beim FCW blieb Meili mehrere Jahre und begleitete den Verein durch die letzte Glanzzeit des Vereins. Er arbeitete in Winterthur neben Konietzka mit Spielern wie Eigil Nielsen, Fritz Künzli, Herbert Dimmeler und Peter Risi zusammen. Trainer war bis 1970 René Hüssy und danach Willy Sommer. Der beidfüssig starke Meili machte sich in Winterthur mit seinen Flanken einen Namen und wurde später auch erfolgreich im Mittelfeld eingesetzt. Während seiner Zeit beim FCW konnte sich der Verein zweimal für das Ligacup-Finale qualifizieren und 1975 nochmals für das Cupfinal. Für einen Titelgewinn reichte es dem FCW jedoch nie, jedoch war Meili der einzige Spieler, der bei beiden bisherigen Cupfinals für den FCW gespielt hat.
Nach acht Jahren beim FCW verliess er Winterthur wieder und spielte ab 1975 für zwei Saisons noch beim FC Gossau in der Nationalliga B, Trainer dort war zu dieser Zeit sein früherer FCW-Mitspieler Manfred Odermatt. Nach dem Ende seiner Profikarriere bei Gossau spielte er noch beim FC Tössfeld und SC Veltheim, die dazumals in der 2. Liga spielten. Als Spielertrainer war er noch beim FC Seuzach und beim FC Phönix Seen aktiv.

## Privatleben
Meili wurde 1946 in Winterthur geboren und wuchs im Winterthurer Quartier Tössfeld auf. 1976 heiratete er seine Frau Uschi. Während seiner ganzen Fussballkarriere war er auch beruflich tätig. Er absolvierte eine Lehre als Verkäufer beim Handwerkergeschäft Hasler und arbeitete nach seiner Lehre einige Zeit dort. Danach wechselte er als Verkäufer für drei Jahre in ein Fernsehgeschäft und war fünf Jahre in der Versicherungsbranche tätig. 1981 wechselte er schliesslich in die Marketingabteilung von Haldengut und übernahm 1996 das «Sterne-Lädeli» im Portierhaus auf dem Brauereigelände und verdoppelte den Umsatz des kleinen Geschäfts durch seine Bekanntheit innerhalb kürzester Zeit. 2011 wurde er pensioniert.
Seinen Spitznamen verdankt er der Krimiserie Mannix, die er ab 1969 regelmässig freitags im Fernsehen schaute.